# Писков, Георгий Игоревич
Писков Георгий Игоревич (род. 31 октября 1963) — российский предприниматель, сооснователь ОАО «Юнибанк» (Армения), ОАО КБ «Юнистрим» и IT-компании «Протобэйз Лабораториз». Основатель сервиса денежных переводов MoneyTО. С 1993 по 2015 возглавлял совет директоров в КБ «Юниаструм банк». Кандидат экономических наук (2005).

## Биография
Георгий Писков родился в Москве 31 октября 1963 года. В 1987 году окончил Московский авиационный институт (МАИ) с квалификацией «инженер-системотехник». До 1990 года Георгий Писков работал в МАИ инженером-программистом и начальником лаборатории.
В 1991 Писков совместно с Гагиком Закаряном создал группу компаний для финансового и транзакционного обслуживания импортно-экспортных бизнесов между Россией и странами Юго-Восточной Азии. Через три года предприниматели открыли банк Юниаструм
В 2000 году Писков получил дополнительное образование в Институте инвестиционного управления и исследований (CFA UK) в Лондоне по специальности «Управление инвестициями». В 2005 году стал кандидатом экономических наук в РЭА им. Г. В. Плеханова, защитив кандидатскую диссертацию по теме «Управление инновациями при создании сетей независимых инвестиционно-финансовых советников».
Георгий Писков женат, имеет троих сыновей. Увлекается фотографией.

## Карьерный путь

### Юниаструм Банк
В 1994 году Георгий Писков и Гагик Закарян основали КБ «Юниаструм банк». В 2008 году «Юниаструм Банк» получил награду «Best Russian Brand» как один из самых узнаваемых брендов в России. В 2008 году контроль над Юниаструм банком перешел к Bank of Cyprus. В сентябре 2015 года Писков и Закарян окончательно покинули «Юниаструм». 20 января 2017 «Юниаструм Банк» прекратил свою деятельность в связи с реорганизацией в форме присоединения к ПАО «Восточный экспресс банк».

### Юнибанк
В 2002 году Писков и Закарян создали ЗАО «Юнибанк» в Армении. Акции Юнибанка прошли листинг на бирже NASDAQ OMX Армения и включены в основной список (А). Услугами Юнибанка пользуются более 320 тысяч клиентов. В 2018 году более чем каждый третий POS-кредит в Армении выдавался Юнибанком.

### Юнистрим
Сервис по обслуживанию денежных переводов Юнистрим Георгий Писков и Гагик Закарян основали в 2001 году как подразделение банка Юниаструм. В 2006 году АО КБ «Юнистрим» стал самостоятельной организацией и получил отдельную банковскую лицензию. Сейчас Юнистрим обслуживает клиентов в 40 странах и сотрудничает с 311 банками и розничными сетями. С 2016 года в Юнистриме также работают денежные онлайн-переводы. В последние три года более 10 миллионов клиентов перевели деньги своим семьям с помощью Юнистрим. За 2017 год пользователи совершили свыше 9 миллионов денежных переводов на общую сумму 244 миллиарда рублей.

### Protobase laboratories
В 2014 году Георгий Писков основал ООО «Протобэйз Лабораториз», специализирующуюся на разработке программного обеспечения в области автоматизации бизнес процессов, CRM и Big Data для финансовых организаций. Основными направлениями деятельности компании являются управленческий и стратегический консалтинг, консалтинг в области оптимизации и реинжиниринга бизнес-процессов, ИТ-консалтинг. В 2015 году компания была удостоена Национальной Банковской премии АРБ «За инновационный консалтинг».

### MoneyTO
В 2015 году в Великобритании Георгий Писков запустил бренд MoneyTO Limited. Платформа обслуживания денежных переводов MoneyTO регулируется FCA и HMRC и работает с системами VISA, MasterCard, Юнистрим, TRANSACT PRO и Axcess в 43 странах по всему миру.